# Trans-X
Trans-X är en kanadensisk synthmusikgrupp grundad i början av 1980-talet av Pascal Languirand, som fick en hit med låten Living on video.

## Diskografi
- Living on video (7 spår) (1983) LP
- Living on video (11 spår) (1986) LP